# 東芝ワールドクイズ
『東芝ワールドクイズ』（とうしばワールドクイズ）は、1964年7月12日から1965年4月30日までフジテレビ系列局で放送されていたフジテレビ製作のクイズ番組である。東京芝浦電気（現・東芝）の一社提供。

## 概要
1964年の東京オリンピック開催を目前にし、日本の目が世界へと向いた時期にスタートしたクイズ番組で、海外旅行を賭けて行われていた。司会は高島忠夫が務めていた。
5人1組のチーム対抗勝ち抜き戦で、問題は10秒以内に答えられる簡単なもの。チーム構成は家族・友人・職場グループなど、5人揃えば誰でも出場資格があった。そして6組勝ち抜けば香港旅行が、8組勝ち抜けばハワイ旅行が、10組勝ち抜けばヨーロッパ旅行がチーム全員に贈られた。
なお司会の高島がその後同局のクイズ番組の司会を務めるのは、番組終了から11年後の1976年10月より『クイズ・ドレミファドン!』があり番組終了まで11年半務めた。この間同局のクイズ番組では1979年の『正解のないクイズ』、1981年の『映像クイズ・ア!知ッテレビジョン』でも司会を掛け持ちした。

## 放送時間
いずれも日本標準時。
- 日曜 19:30 - 20:00 （1964年7月12日 - 1964年11月29日）
- 金曜 19:30 - 20:00 （1964年12月4日 - 1965年4月30日）